# Mariánský sloup

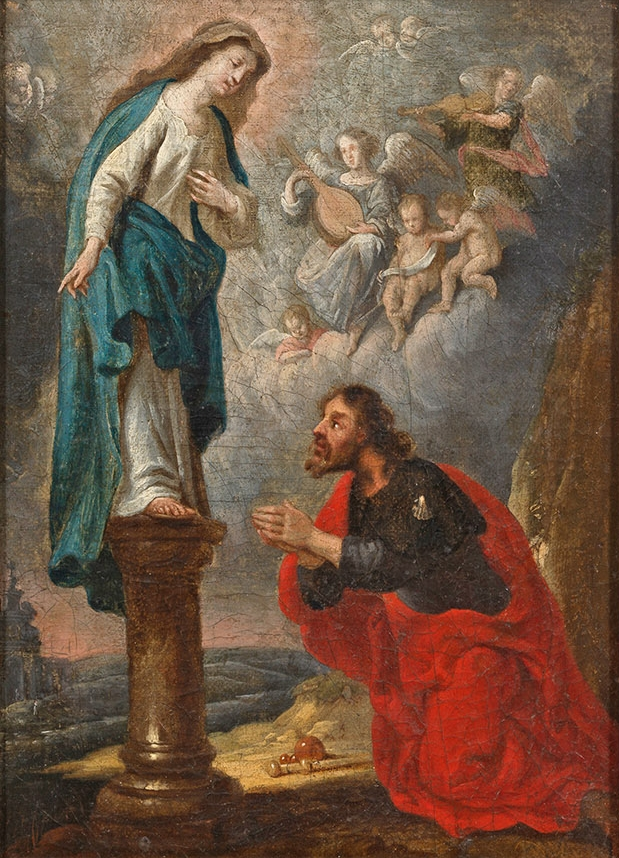
Panna Maria na sloupu se zjevuje jakubskému poutníkovi, obraz z 18. století

Mariánský sloup je typ sochařského díla, které má podobu sloupu, na jehož vršek je umístěna mariánská socha. Nejčastějšími mariánskými výjevy na sloupech jsou Immaculaty, Madony (Panny Marie s Ježíškem), Assumpty a dále řada regionálních poutních mariánských obrazů. Mariánské sloupy byly vztyčovány jako votivní díla a jako pamětní sloupy, často jako připomínka tragických událostí, válek (např. pražský mariánský sloup zdvižený roku 1650), případně morové epidemie (široká skupina morových sloupů).
Samotné umělecké ztvárnění mariánských sloupů je rozmanité. Od jednoduchých sloupů se sochou umístěnou na jejich vršku po rafinovaně komponovaná architektonická díla s bohatou výzdobou, která mají se sloupem společnou pouze výraznou vertikalitu.

## Vývoj

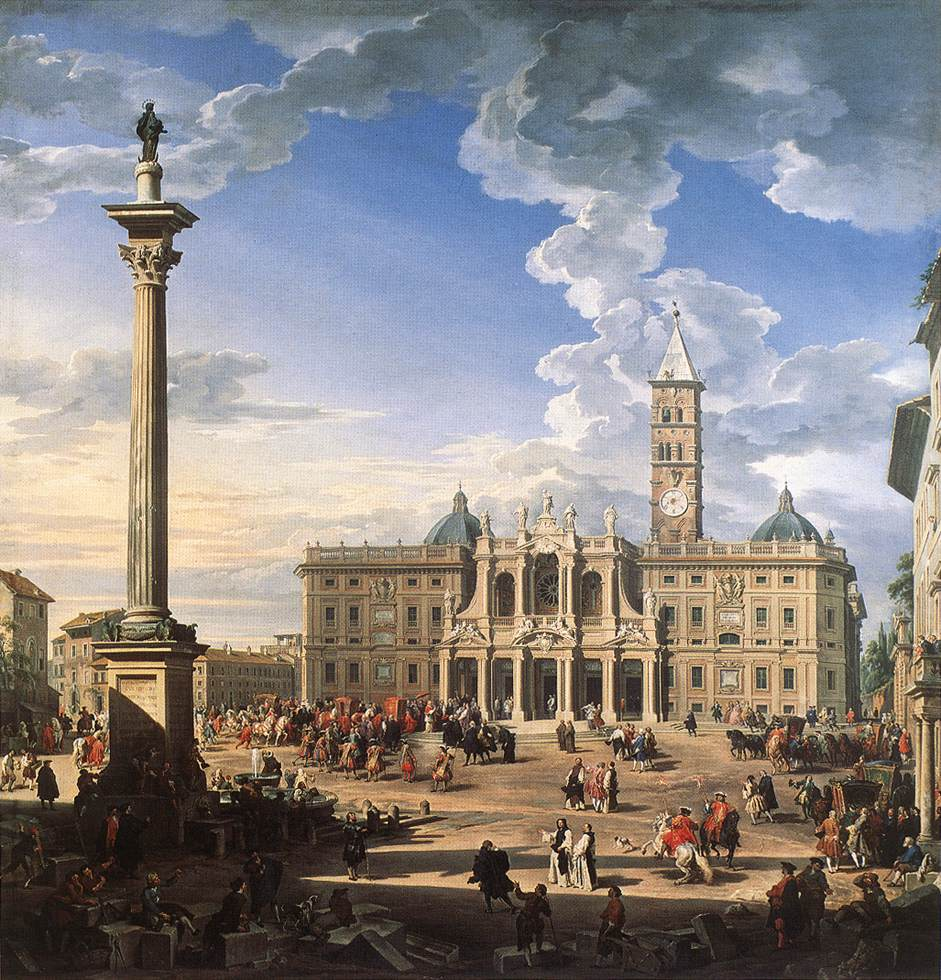
Mariánský sloup naproti bazilice Panny Marie Sněžné v Římě

### Římská tradice
Vztyčování monumentálních sloupů má kořeny v antickém Římě. V křesťanském prostředí měl sloup důležitou symboliku vzepětí člověka k nebi (stylité). Zajímavá (i když doložená později) je legenda o Panně Marii na sloupu (živá zejména v Zaragoze, bazilika Panny Marie na Sloupu), podle které se Panna Maria zjevila sv. Jakubovi 2. února roku 40 na sloupu.
- První bezpečně doložený mariánský sloup pochází z 10. století (v Clermont-Ferrand ve Francii),
- Tridentský koncil (1545–1563) a následné období protireformace přijalo dogma o Neposkvrněném početí Panny Marie a s ním ikonografický typ Panny Marie Immaculaty, jímž se pozvedla mariánská úcta a mariánské sloupy se staly běžné. Pro široké uplatnění mariánských sloupů nelze ani opominout snahu užití pohanských architektonických prvků a jejich naplnění křesťanským poselstvím. Egyptské obelisky doplněné křížem: Řím, Turín, Paříž a řada dalších, nejslavnější:
- Žulový obelisk Gaia Cornelia Galla, římského prefekta v egyptské Heliopolis z 1. stol. př. n. l. Roku 37 jej dal císař Caligula přenést do Říma a vztyčit ve svém cirku. Roku 1586 jej dal papež Sixtus IV. přemístit a vztyčit na Svatopetrském náměstí v Římě (tzv. vatikánský obelisk),
- Sloup z antické Maxentiovy baziliky a na jeho vrcholu bronzovou sochu madony. vztyčil roku 1614 architekt Carlo Maderno na objednávku papeže Pavla V. naproti římské bazilice Panny Marie Sněžné

### Střední Evropa po třicetileté válce

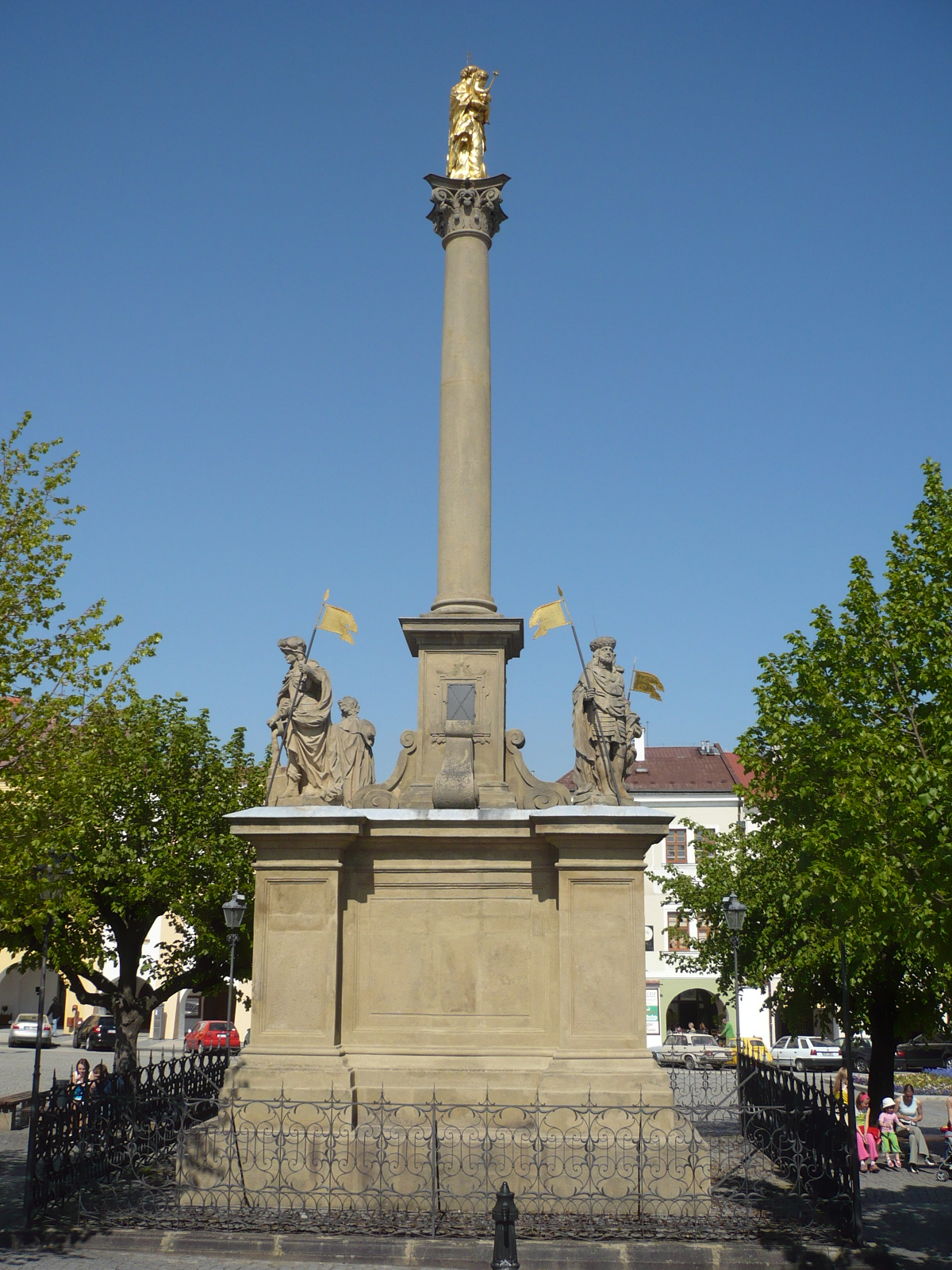
Mariánský sloup v Kroměříži vystavěn na paměť a jako poděkování Panně Marii za ušetření obyvatel města před velkým morem v roce 1680

- Mariensäule postaven v Mnichově roku 1638 jako dík za záchranu města před útokem švédské armády a před morem. Panna Marie pluje na jeho vrcholu na měsíčním srpku jako Královna nebes.
- Mariánský sloup ve Vídni (Am Hof, později přesunutý do Wernsteinu am Inn) z roku 1647 – dík za ochranu Vídně před vojsky třicetileté války
- Mariánský sloup na Staroměstském náměstí v Praze z roku 1650 – dík za ochranu Prahy před Švédy dal dekretem z 22. dubna 1650 postavit císař Ferdinand III.

Tato trojice nastartovala oblibu mariánských sloupů v zemích habsburské monarchie (zvlášť České země, Rakousko, Slovensko a Maďarsko). Během raného novověku se v těchto zemích objevil mariánský sloup téměř ve všech městech – i když se mariánské sloupy objevují i v dalších zemích katolické Evropy (Francie, Španělsko atd.).
Vrchol vztyčování mariánských sloupů proběhl v 17. a 18. století, nicméně vztyčování pokračovalo i v 19. století, kdy bylo novým impulsem pro stavbu oficiální uznání neposkvrněného početí Panny Marie jako dogmatu (Immaculaty jakožto ikonografický typ odkazující k Neposkvrněnému početí vznikaly již dříve).

### Trojiční a jiné světecké sloupy

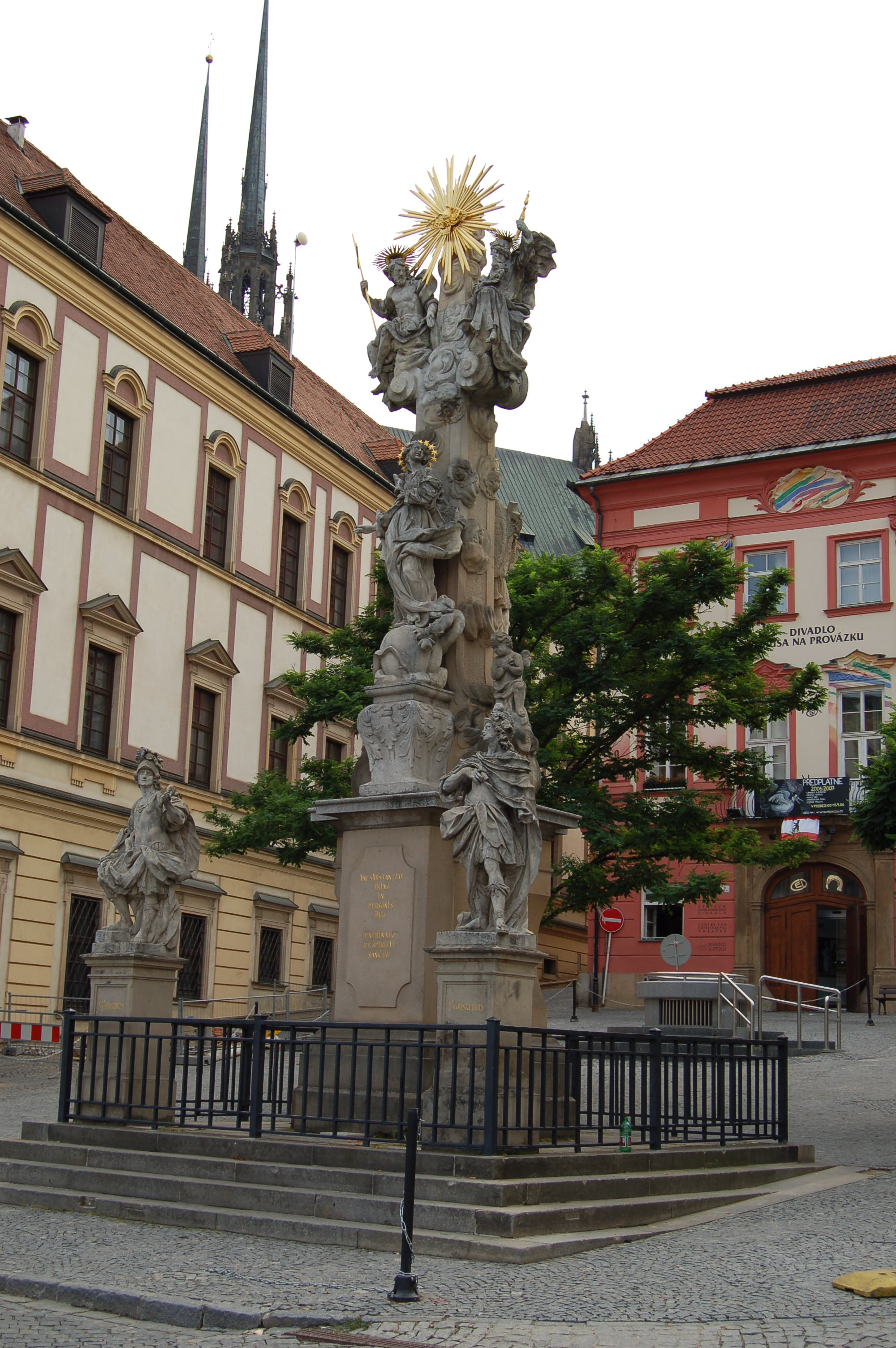
Sloup Nejsvětější Trojice v Brně s hlavním trojičním motivem na vrcholku sloupu, nicméně s umístěnou Pannou Marií (Immaculata) na čestném místě na sloupu

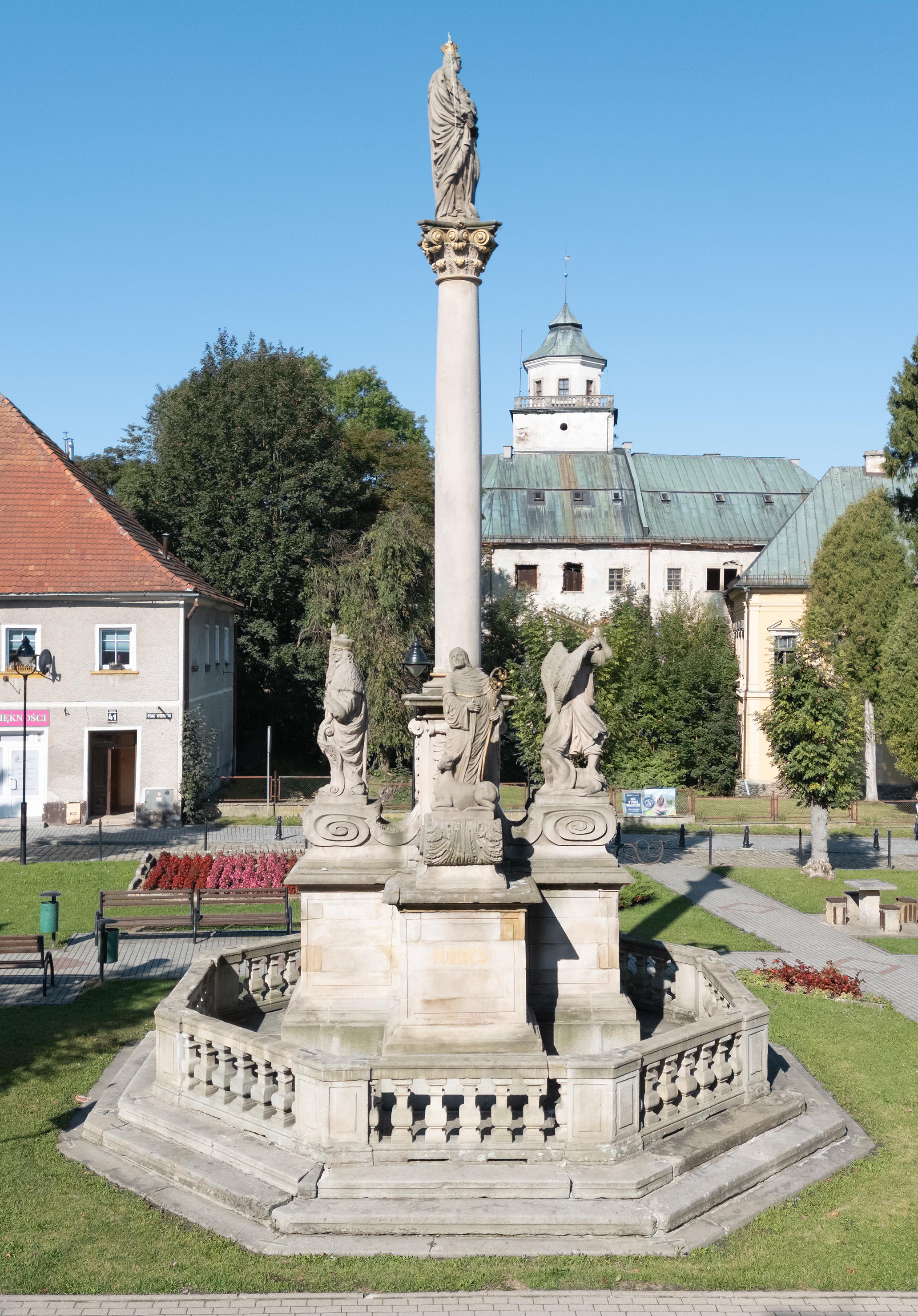
Mariánský sloup v Mezilesí (Polsko)

V druhé polovině 17. století díky vídeňskému morovému sloupu (dokončen a svěcen 1693) začal mariánským sloupům konkurovat i sloup s tématem Nejsvětější Trojice (trojiční sloupy). Poté vznikaly i další světecké sloupy: sloup sv. Josefa (Praha, Karlovo náměstí), sv. Vojtěcha (Praha, u sv. Apolináře), sv. Floriána (Ivanovice na Hané), sv. Norberta (Sv. Kopeček u Olomouce) a další. Důvod záměny mariánské tematiky s trojiční snad souvisí s tureckým nebezpečím – investor se vymezil vůči muslimským Osmanům, kteří trojiční koncept neznali. Bylo zjištěno, že v období 1680–1713 v západních Čechách vzniklo dokonce více trojičních sloupů, než mariánských, a to v poměru 3:2. V této době také vznikaly trojiční sloupy s Pannou Marií umístěnou na čestné místo, někdy přímo scéna Korunování Panny Marie s převýšenou Nejsvětější Trojicí (např. v Brně, v Olomouci), také sloupy Svaté rodiny, např. v Admontu.

### Soupisy
- Mariánské, trojiční a další světecké sloupy a pilíře v [díly podle krajů]. Soupisová akce monumentálních sloupů v Česku.
  - Maxová, Ivana, Nejedlý, Vratislav a Zahradník, Pavel. Mariánské, trojiční a další světecké sloupy a pilíře v Jihočeském kraji: (okresy České Budějovice, Český Krumlov, Jindřichův Hradec, Písek, Prachatice, Strakonice a Tábor). Praha: Národní památkový ústav, 2009. 406 s. ISBN 978-80-87104-33-0.
  - Adamcová, Kateřina et al. Mariánské, trojiční a další světecké sloupy a pilíře v Karlovarském kraji: (okresy Cheb, Karlovy Vary a Sokolov). Praha: Jalna, 2004. 216 s. ISBN 80-86234-53-3.
  - Maxová, Ivana, Nejedlý, Vratislav a Zahradník, Pavel. Mariánské, trojiční a další světecké sloupy a pilíře v kraji Vysočina: (okresy Havlíčkův Brod, Jihlava, Pelhřimov, Třebíč a Žďár nad Sázavou). Praha: Národní památkový ústav, 2006. 342 s. Edice Vysočiny. ISBN 80-86234-87-8.
  - Nejedlý, Vratislav a Zahradník, Pavel. Mariánské, trojiční a další světecké sloupy a pilíře v Libereckém kraji: (okresy Česká Lípa, Jablonec nad Nisou, Liberec a Semily). Praha: Národní památkový ústav, 2003. 352 s. ISBN 80-86234-31-2.
  - Maxová, Ivana, Nejedlý, Vratislav a Zahradník, Pavel. Mariánské, trojiční a další světecké sloupy a pilíře v okrese Hradec Králové. Praha: Jalna, 2000. 116 s. ISBN 80-86234-12-6.
  - Maxová, Ivana, Zahradník, Pavel a Nejedlý, Vratislav. Mariánské, trojiční a další světecké sloupy a pilíře v okrese Náchod. Praha: Státní ústav památkové péče, 2002. 220 s. ISBN 80-86234-24-X.
  - Maxová, Ivana, Nejedlý, Vratislav a Zahradník, Pavel. Mariánské, trojiční a další světecké sloupy a pilíře v okrese Rychnov nad Kněžnou. Praha: Státní ústav památkové péče, 1999. 139 s. Zprávy památkové péče, roč. 59. ISBN 80-86234-04-5.
  - Maxová, Ivana et al. Mariánské, trojiční a další světecké sloupy a pilíře v okrese Svitavy. Praha: Státní ústav památkové péče, 1997. 104, iv s. ISBN 80-902305-5-5.
  - Maxová, Ivana et al. Mariánské, trojiční a další světecké sloupy a pilíře v okrese Ústí nad Orlicí. Praha: Státní ústav památkové péče, 1998. 195 s. ISBN 80-86234-00-2.
  - Maxová, Ivana, Nejedlý, Vratislav a Zahradník, Pavel. Mariánské trojiční a další světecké sloupy a pilíře v okresech Chrudim a Pardubice. V Pardubicích: Východočeské muzeum, 2002. 161 s. Zprávy památkové péče; příl. roč. 62. ISBN 80-86046-42-7.
  - Nejedlý, Vratislav a Zahradník, Pavel. Mariánské, trojiční a další světecké sloupy a pilíře v Pardubickém kraji. Vyd. 1. Praha: Argo, 2008. 617 s., [8] s. barev. obr. příl. ISBN 978-80-257-0058-7.
  - Adamcová, Kateřina et al. Mariánské, trojiční a další světecké sloupy a pilíře v Plzeňském kraji: (okresy Domažlice, Klatovy, Plzeň-jih, Plzeň-město, Plzeň-sever, Rokycany a Tachov). Praha: Národní památkový ústav, generální ředitelství, 2015. 878 stran. ISBN 978-80-7480-046-7.
  - Adamcová, Kateřina et al. Mariánské, trojiční a další světecké sloupy a pilíře v Ústeckém kraji: (okresy Děčín, Chomutov, Litoměřice, Louny, Most, Teplice a Ústí nad Labem). Praha: Národní památkový ústav, 2012. 1141 s. ISBN 978-80-87104-89-7.O